# Ask, Svalövs kommun
Ask är kyrkbyn i Asks socken och en småort i Svalövs kommun, Skåne län. Ask ligger cirka 10 kilometer nordost om Svalöv där länsvägarna 108 och 109 möts.
I Ask ligger Asks kyrka.